# Rubus utchinensis
Rubus utchinensis är en rosväxtart som beskrevs av Gen-Iti Koidzumi. Rubus utchinensis ingår i släktet rubusar, och familjen rosväxter. Inga underarter finns listade i Catalogue of Life.